# Rany
Rany – utwór polskiej piosenkarki Dody. Czwarty singel promujący jej pierwszy solowy album studyjny, Diamond Bitch. Utwór został wykorzystany w filmie Serce na dłoni.

## Historia
Doda swój wybór piosenki „Rany” na singla ogłosiła 8 października 2008 podczas koncertu w warszawskiej Sali Kongresowej. Oficjalne zaprezentowanie singla miało nastąpić w finałowym odcinku trzeciej edycji programu Gwiazdy tańczą na lodzie, ale Doda doznała infekcji gardła i nie mogła wystąpić. Kolejna prezentacja piosenki miała się odbyć na Telekamerach 2009, ale piosenkarka nie wystąpiła w gali z powodu innych zobowiązań zawodowych.

## Teledysk
Teledysk realizowany był na przełomie stycznia i lutego 2009. Wyreżyserowali go Bo Martin i Doda. Jest w wersji czarno-białej. Premiera klipu odbyła się 9 lutego w serwisie internetowym Plejada.pl. Teledysk zdobył nagrody Viva Comet 2010 i Eska Music Awards 2010.

## Notowania

### Listy przebojów
| Kraj   | Notowanie (2009)                          | Pozycja |
| ------ | ----------------------------------------- | ------- |
| Polska | Radio Bielsko (Codzienna Lista Przebojów) | 1       |

## Nagrody
| Rok  | Konkurs                | Kategoria          | Rezultat | Źr.   |
| ---- | ---------------------- | ------------------ | -------- | ----- |
| 2010 | Viva Comet 2010        | Teledysk roku      | Wygrana  | [ 5 ] |
| 2010 | Eska Music Awards 2010 | Video roku Eska.pl | Wygrana  | [ 6 ] |